# Kentelke
Kentelke (románul Chintelnic, németül Kinteln) település Romániában, Beszterce-Naszód megyében.

## Fekvése
A megye középső részén, Besztercétől 17 km-re nyugatra, Bethlentől 20 km-re délkeletre, Sajómagyarós, Árokalja, Kerlés, Sajósárvár, Bethlenkeresztúr és Pogyerej közt, a Sajó jobb partján fekvő település.

## Története
A települést 1242-ben említik először, Kendtelek néven, de ennél régebbi, mivel az 1242-es oklevélben IV. Béla a tatárok által elpusztított, korábban Doboka várához tartozó települést ajándékozza Lőrinc erdélyi vajdának. Lőrinc vajda kőtemplomot építtetett, mely a faluval átellenben, a Sajó bal partján állott. A 19. századra a templom azonban leomlott, 1860-ban Kádár Mihály még látta alapköveit, de a század végére nyom nélkül eltűnt.
A reformáció idején vegyes magyar - német, katolikus vallású lakossága volt. Ekkor azonban a németek áttértek a lutheránus vallásra és a templomot is ők vették birtokba, míg a magyar lakosság a református vallást vette fel.
1603-ban Giorgio Basta katonái teljesen elpusztították a települést, ezt követően német, magyar és román lakosok népesítették be újra. A román lakosság száma a 17. század végére nagymértékben megnövekedett a német és magyar lakosság rovására. 1695-ben Szászcegővel közösen van református papja, a lutheránus egyházközség viszont 1715-ben hívek hiányában megszűnt. 1886-ban hívek hiányában a református egyházközség is megszűnt, a református pap Besztercére költözött.
Kentelke a trianoni békeszerződésig Szolnok-Doboka vármegye Bethleni járásához tartozott.

## Lakossága
Az 1910-es népszámlálás adatai szerint 924 lakosa volt, ebből 841 román, 43 magyar és 40 német nemzetiségűnek vallotta magát.
2002-ben 587 lakosából 542 román, 28 magyar és 17 cigány volt.